# کسینیا سوخینووا
کسینیا ولادیمیروونا سوخینووا (به روسی: Ксе́ния Влади́мировна Сухи́нова) (زاده ۲۶ اوت ۱۹۸۷) مدل، مجری تلویزیون و ملکه زیبایی اهل روسیه است.
او به نمایندگی از روسیه در مسابقات دوشیزه دنیا در سال ۲۰۰۸ شرکت کرد و برنده شد.